# Cirkus, Stockholm
Cirkus, ursprungligen Djurgårdscirkus, är en teater-, konsert- och evenemangsscen på Djurgården i Stockholm. Den invigdes den 25 maj 1892 för att inhysa dåtidens stora cirkussällskap. Cirkus blev byggnadsminne 1983.
Hösten 2015 invigdes också en ny tillbyggd scen, Skandiascenen, intill den gamla byggnaden. 
Sommaren 2018 köptes Cirkus av Pop House-koncernen och ägs numera av Björn Ulvaeus och EQT-grundaren Conni Jonsson.
I dag har Cirkus plats för 1 650 sittande gäster och förutom teater, konserter och shower anordnas kongresser och mässor. 

## Historia

Nils Arehn som kung Gustaf II Adolf i skådespelet Gustaf Adolf på Djurgårdscirkus i Stockholm, 1912.

Skådespelet Gustaf Adolf på Djurgårdscirkus i Stockholm 1912. från vänster herr Larsson, herr Gösta Cederlund som Åke Tott, Uno Brander som Gustaf Horn, John Brunius som Johan Banér, Hilding Ranft som Lennart Torstensson och herr Gösta Ekman den äldre som Fältväbeln

Den franske cirkusmannen Didier Gautier blev svensk medborgare 1830, och fick tillstånd att uppföra en permanent cirkusbyggnad på Djurgården i Stockholm. 1869 sålde Didi Gautier sin cirkus Didier Gautiers menagerie till Adèle Houcke. Byggnaden blev offer för en brand, och byggdes upp på nytt 1892 som den nuvarande Djurgårdscirkus. Byggnaden var specialbyggd för att framföra cirkus, men redan 1912 uppfördes skådespelet Gustaf Adolf på Djurgårdscirkus, som en blandning av cirkus och teater, och cirkus byggdes om på 1930-talet till teater.
På 1920-talet och några decennier framåt användes cirkus också som arena för boxning och gymnastik, med flera galor årligen.

### TV-eran
Från hösten 1956 fram till och med slutet av 1980-talet förhyrde Sveriges Radio-TV (sedermera SVT) Cirkus för större TV-underhållningsprogram. Cirkus, som hade beteckningen studio C, hade ingen fast utrustning, utan då program sändes härifrån användes en OB-buss. I den långa raden av uppmärksammade tv-program från Cirkus kan nämnas Stora famnen, Kaskad, Kvitt eller dubbelt, Estrad, Melodifestivalen, Nygammalt, Notknäckarna med flera.

## Byggnader

### Huvudbyggnaden
Cirkus byggdes 1890-91 av arkitekten och byggmästaren Ernst Haegglund. På platsen stod tidigare en äldre cirkusbyggnad, kallad Mothanders manege, som revs då den nya byggdes. Delar av de gamla grundmurarna användes dock vid det nya bygget. Den cirkelformade byggnaden med framträdande entréparti är uppförd i en färgrik arkitektur i röd klinker och gul puts och smyckas av rundbågade muröppningar, risaliter och tornliknande takhuvar. Dominerande är salongens kupol med lanternin. Salongen var byggd som en amfiteater med omkring 2000 platser. Den inglasade, gulmålade verandan framför byggnaden var ursprungligen öppen och ledde till ett schweizeri som hade direktingång till salongen.
Den krönande fyrspannskulpturen, qvadrigan, är gjord av Carl Johan Dyfverman. Åren 1931-32 byggdes huset om till teater efter ritningar av arkitekten Torsten Stubelius. Då tillkom en vanlig scen och åskådarplatserna orienterades mot den. 1997 gjordes ännu en ombyggnad till dagens mer flexibla scen- och salongslösning med nya artistloger och ny entrébyggnad inför att musikalen Kristina från Duvemåla skulle spelas där. 1999 gjorde man även om salongen för möjligheten till krogshow med matservering emellanåt.

## Bilder (byggnad)

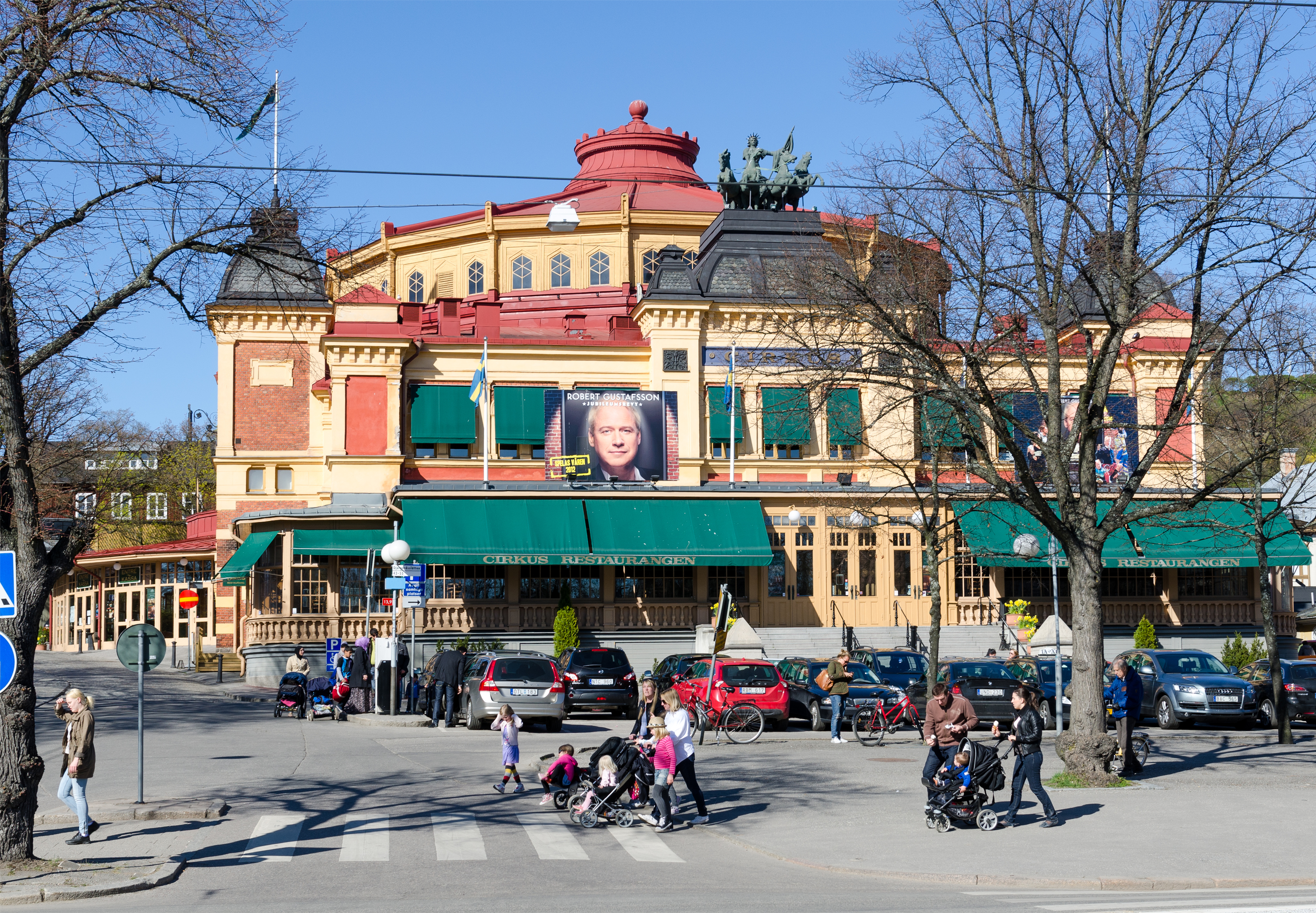
Fasad mot Djurgårdsvägen.
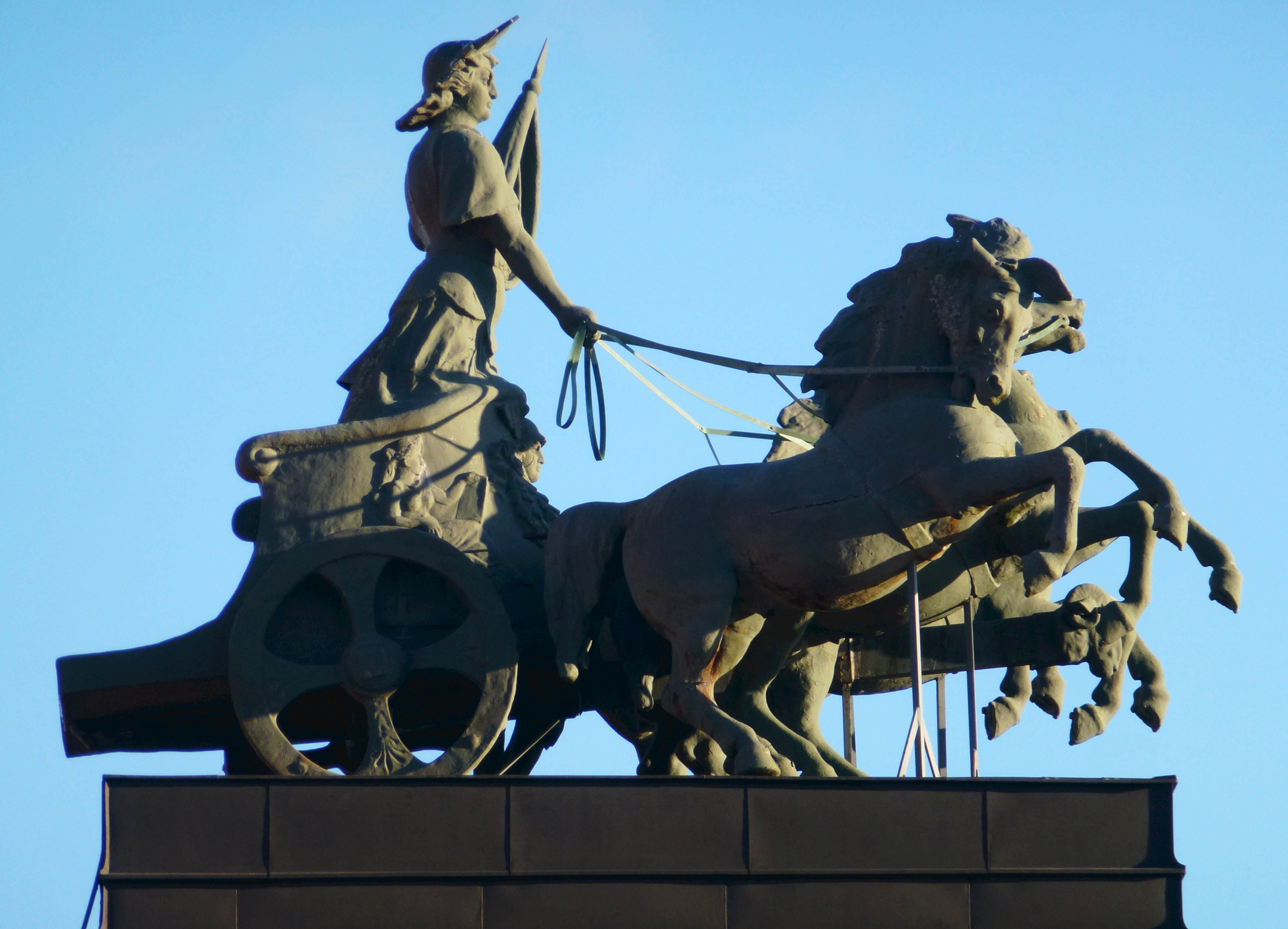
Carl Johan Dyfvermans quadriga.
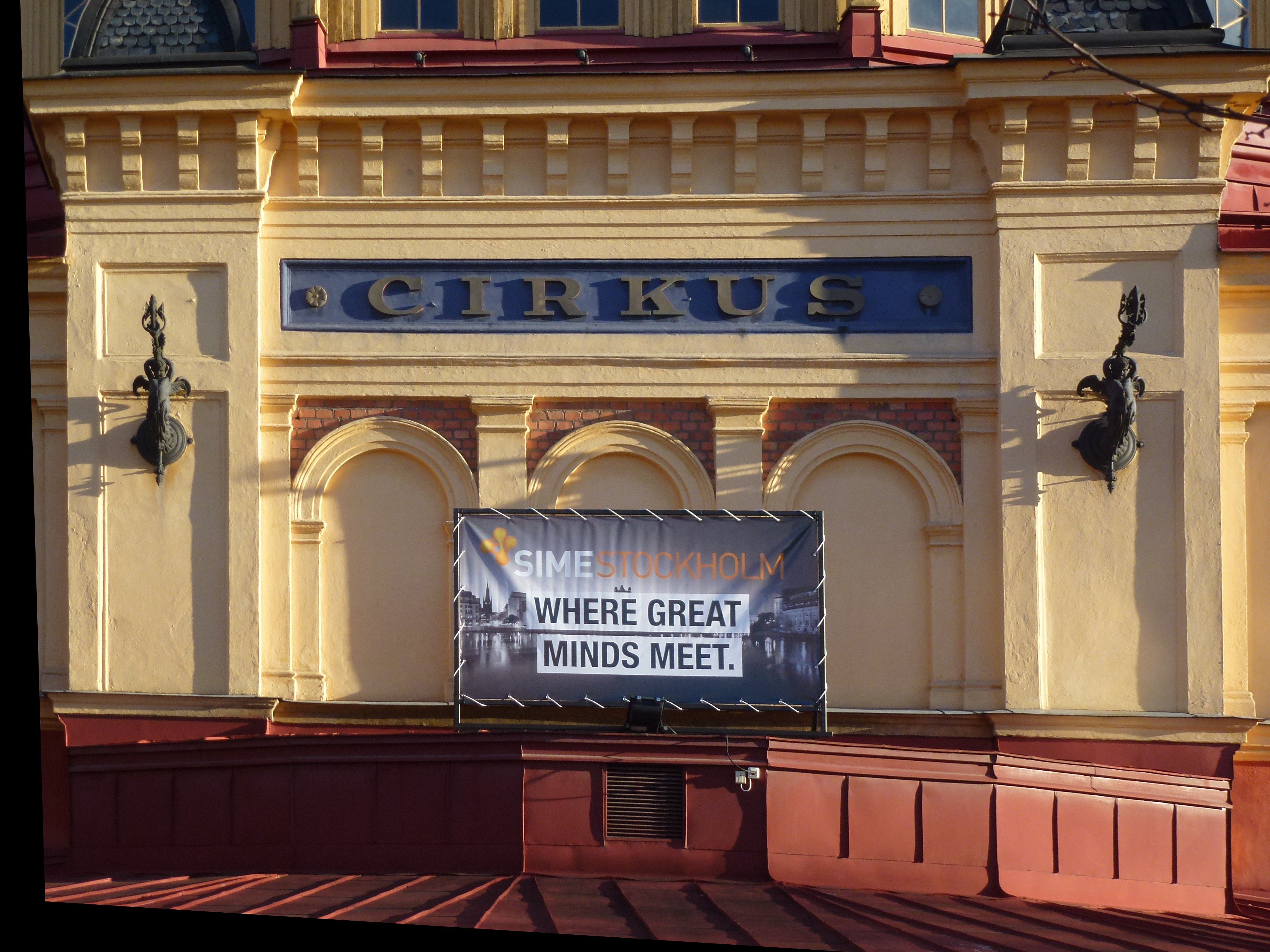
Cirkus, sidoentré mot norr.
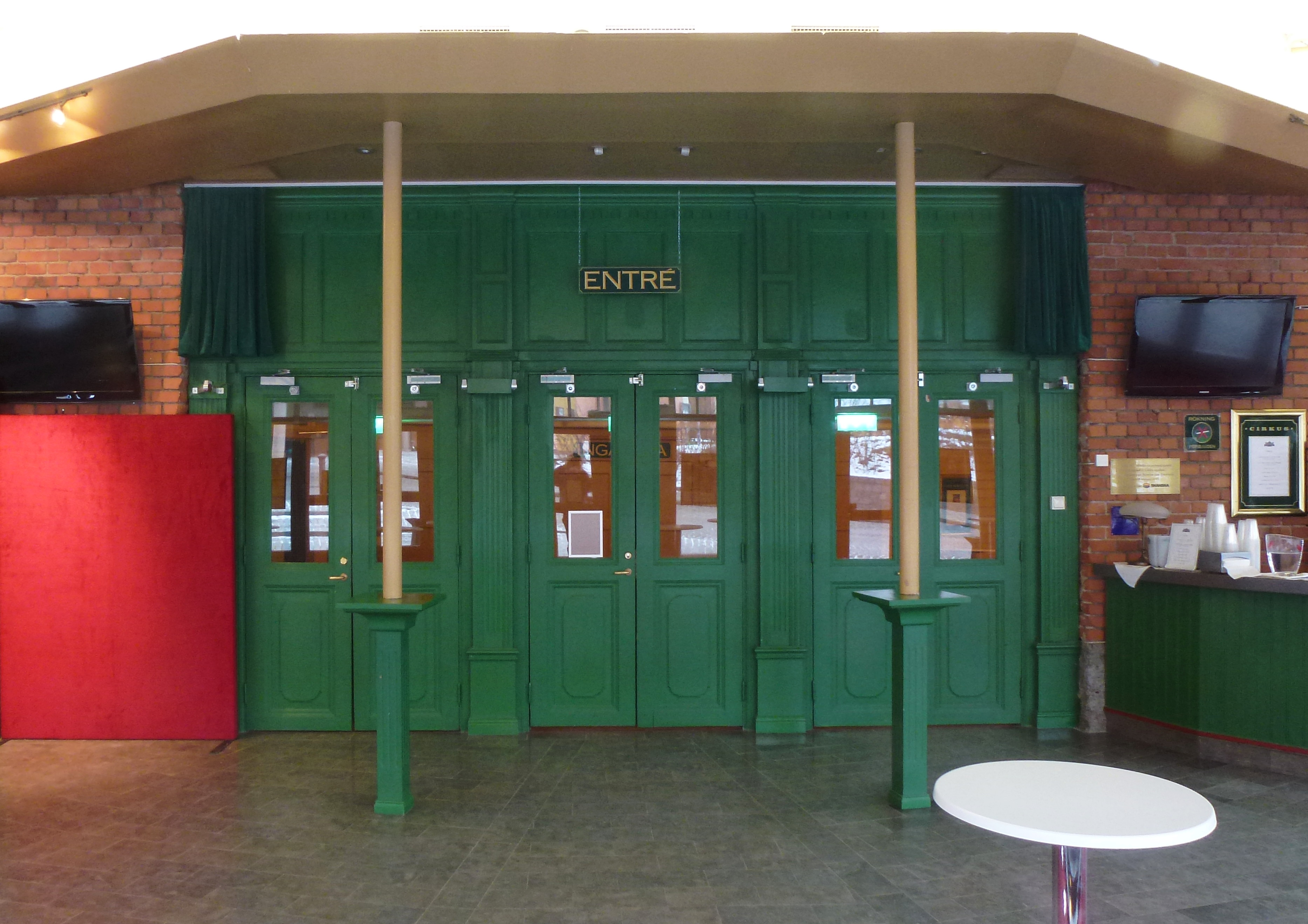
Entrén

## Bilder (evenemang)

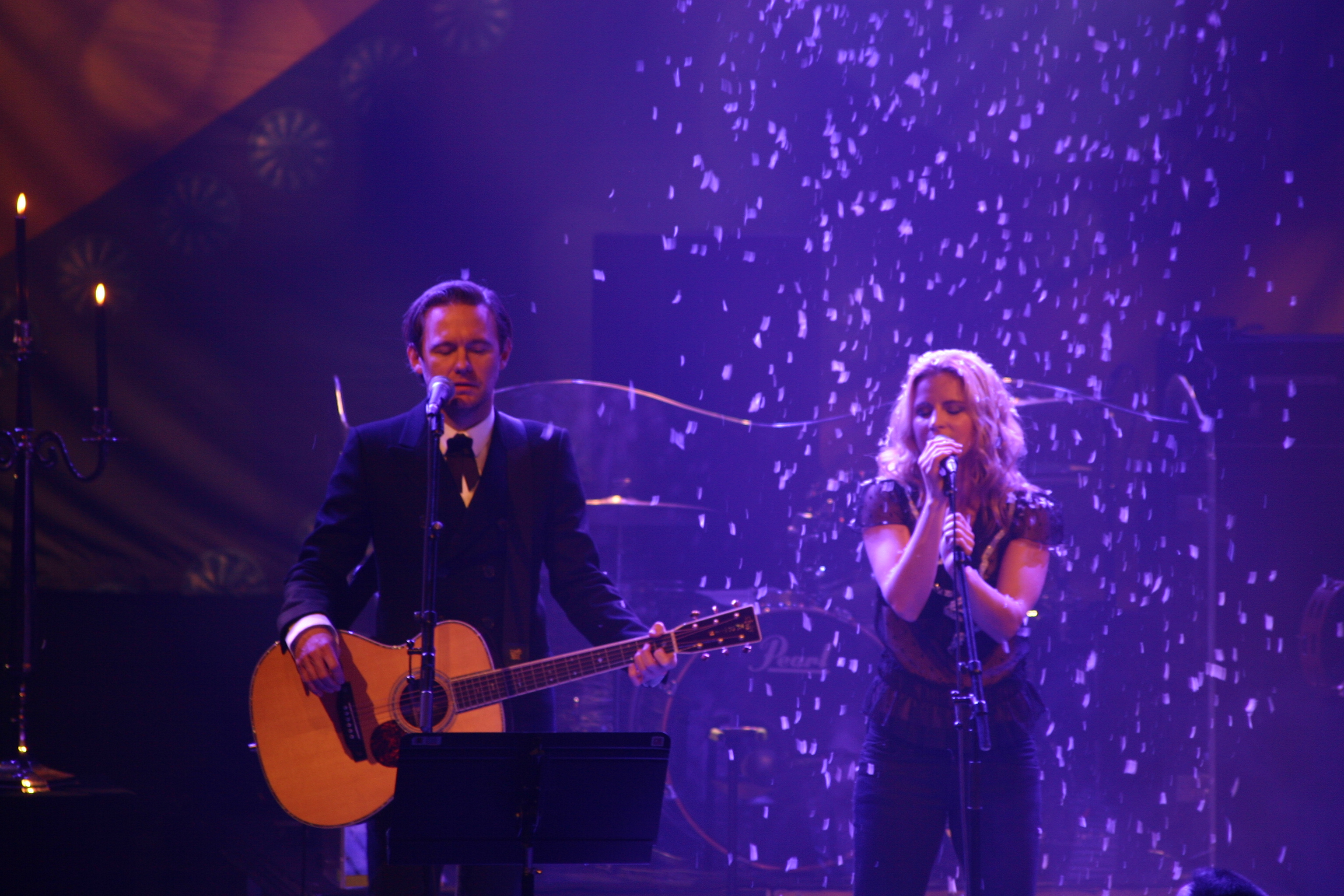
Lisa Miskovsky och Joakim Berg, 2006
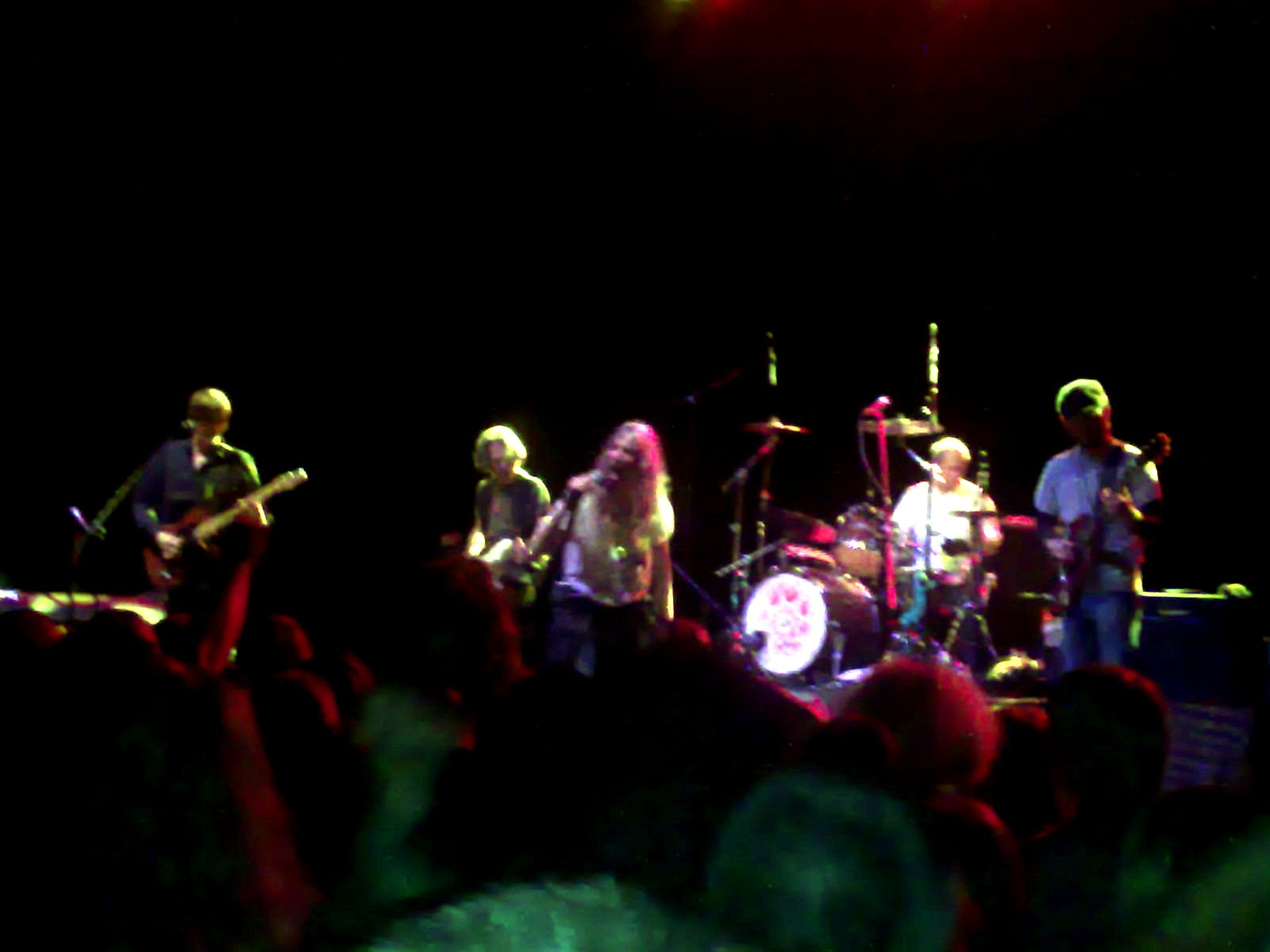
Patti Smith, 2007
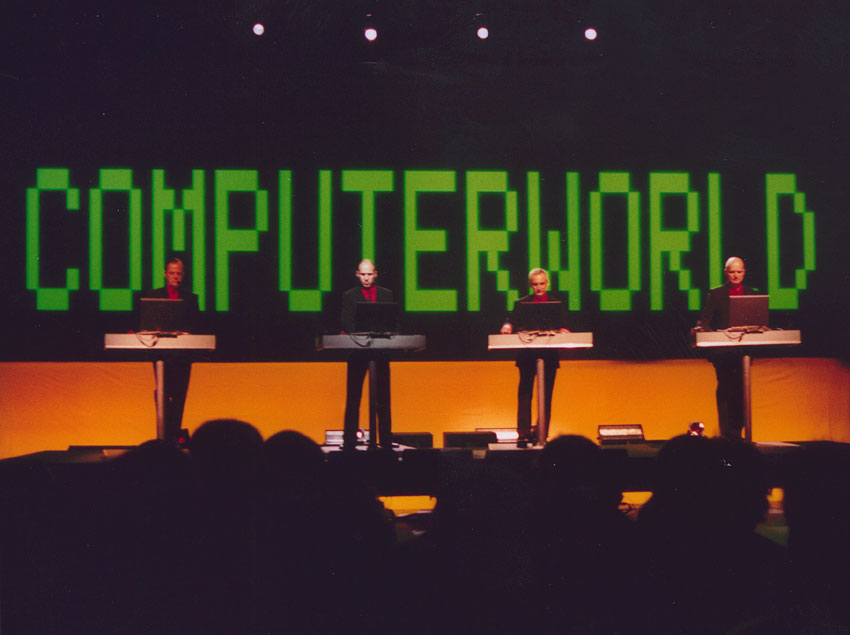
Kraftwerk, 2004
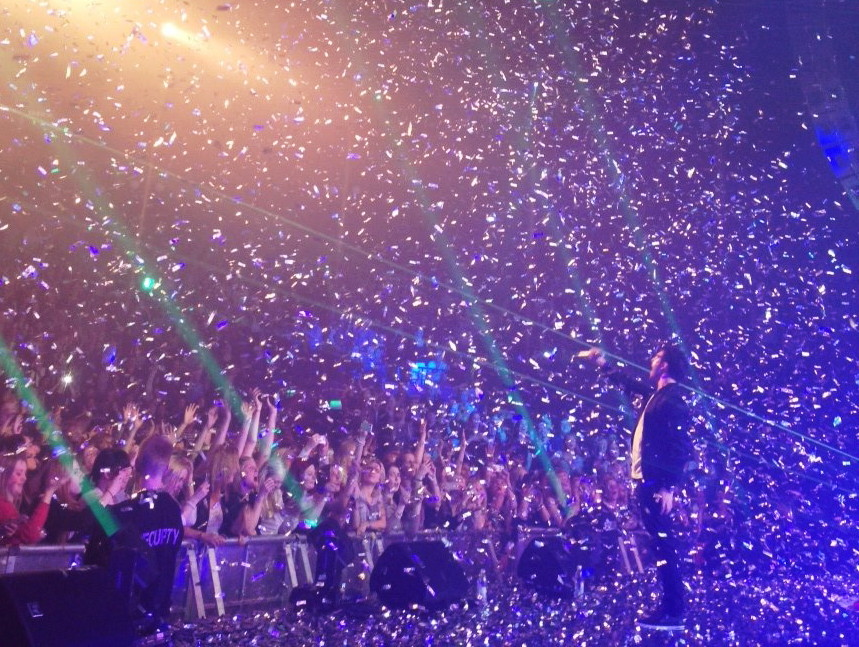
Darin Zanyar, 2013

### Lilla Cirkus
Den 15 oktober 2015 invigdes en ny tillbyggd scenlokal i två våningsplan intill den gamla byggnaden, då kallad Skandiascenen, i samverkan med Skandia. I samband med det revs den tillbyggda entrébyggnaden från 1997 och ersattes av en ny gemensam entré och foajé i glas och blank metall. Tillbyggnaden ritades av White Arkitekter och hyser en kombinerad teater- och konsertscen med drygt 750 publikplatser. Första produktionen på nya scenen var en scenversion av tv-programmet Partaj.. 2020 bytte scenen namn till Lilla Cirkus. 
Byggnaden nominerades till Årets Stockholmsbyggnad 2016.

### Nya Cirkus (2017-2019)
Under 2017 förvärvades Cirkus av Pop House-koncernen. 
Under sommaren 2019 var Cirkus stängt för en omfattande renovering. 

### Bilder (Skandia Scenen)

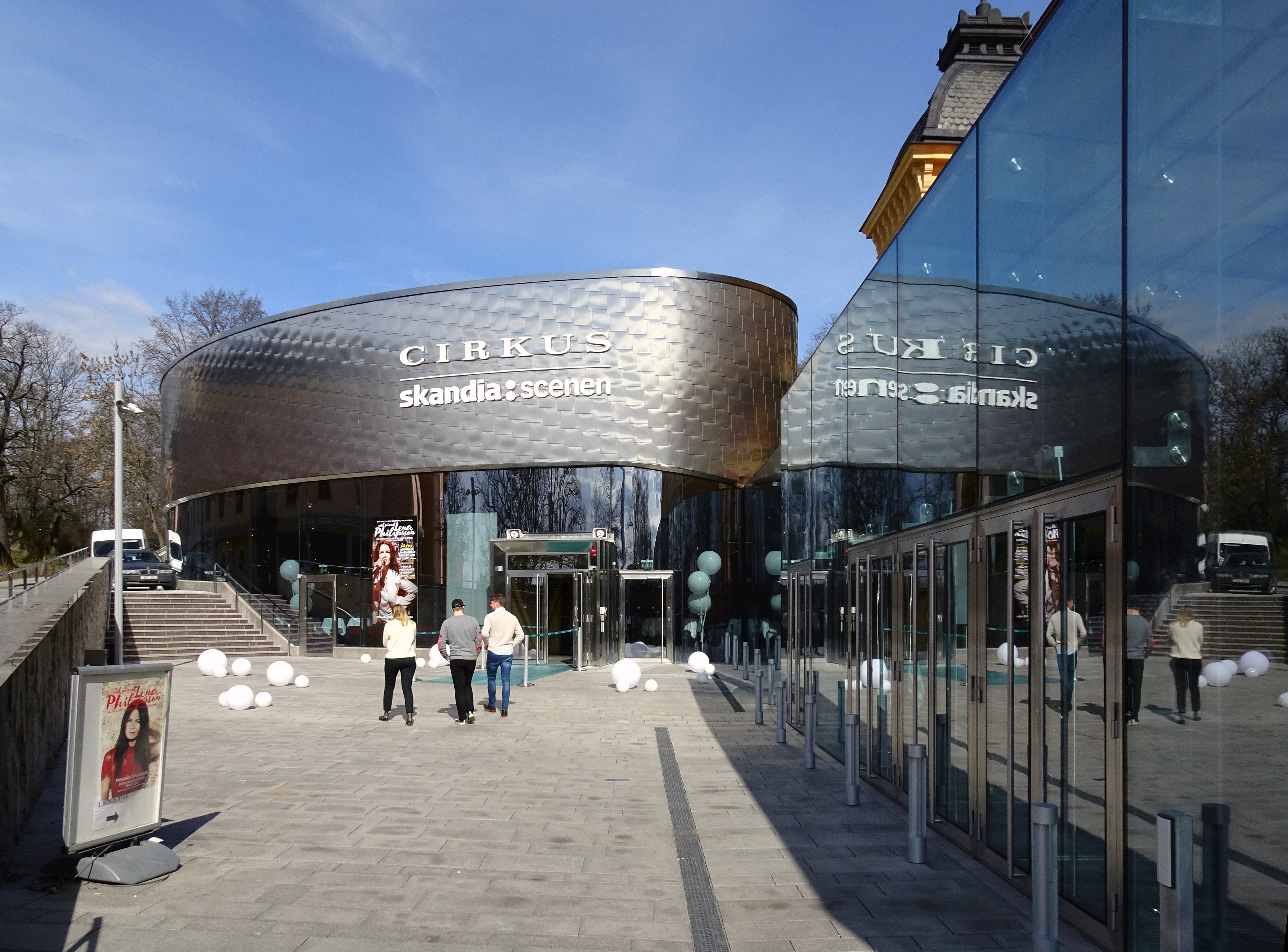
Entrén
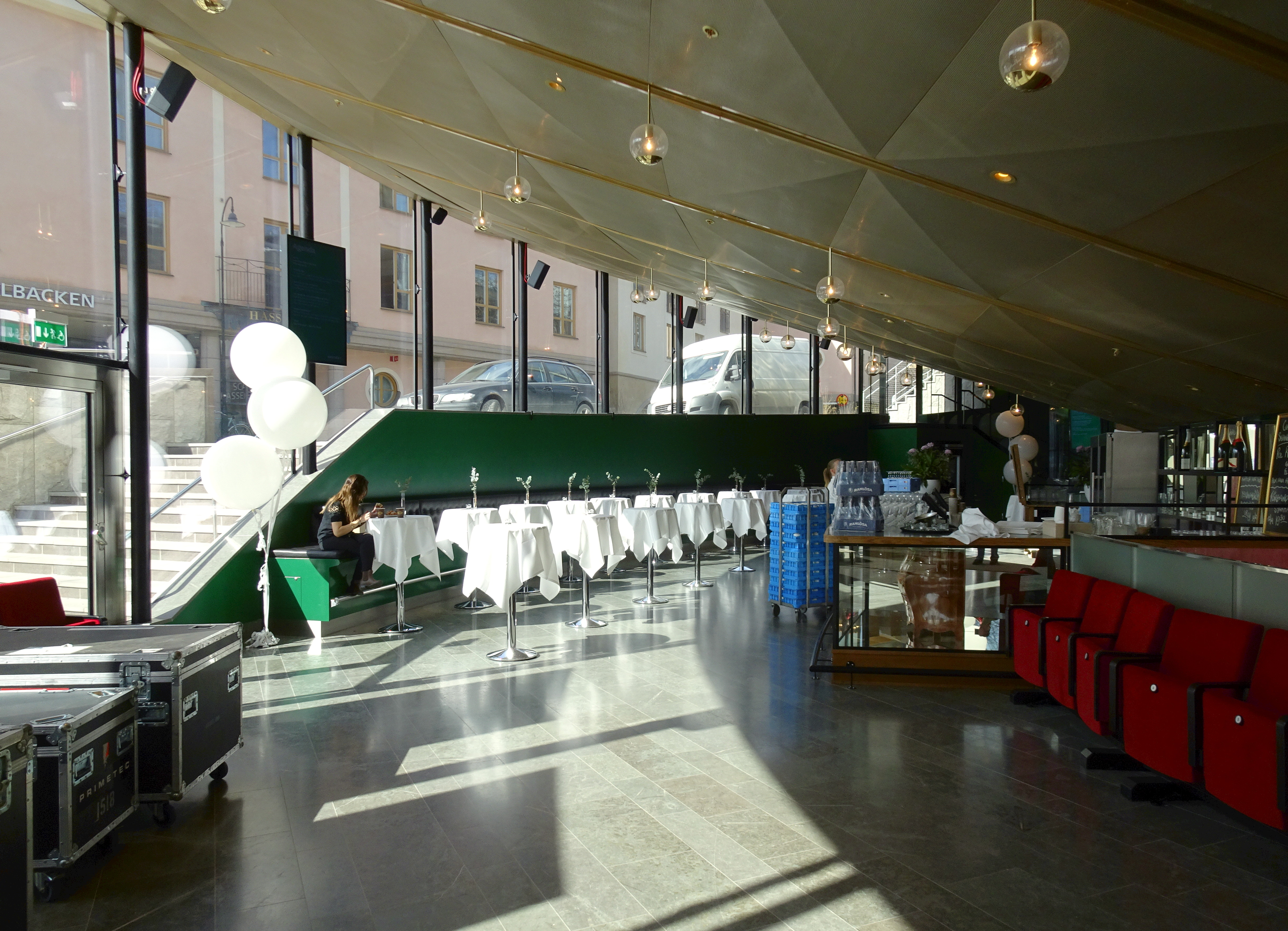
Foajén
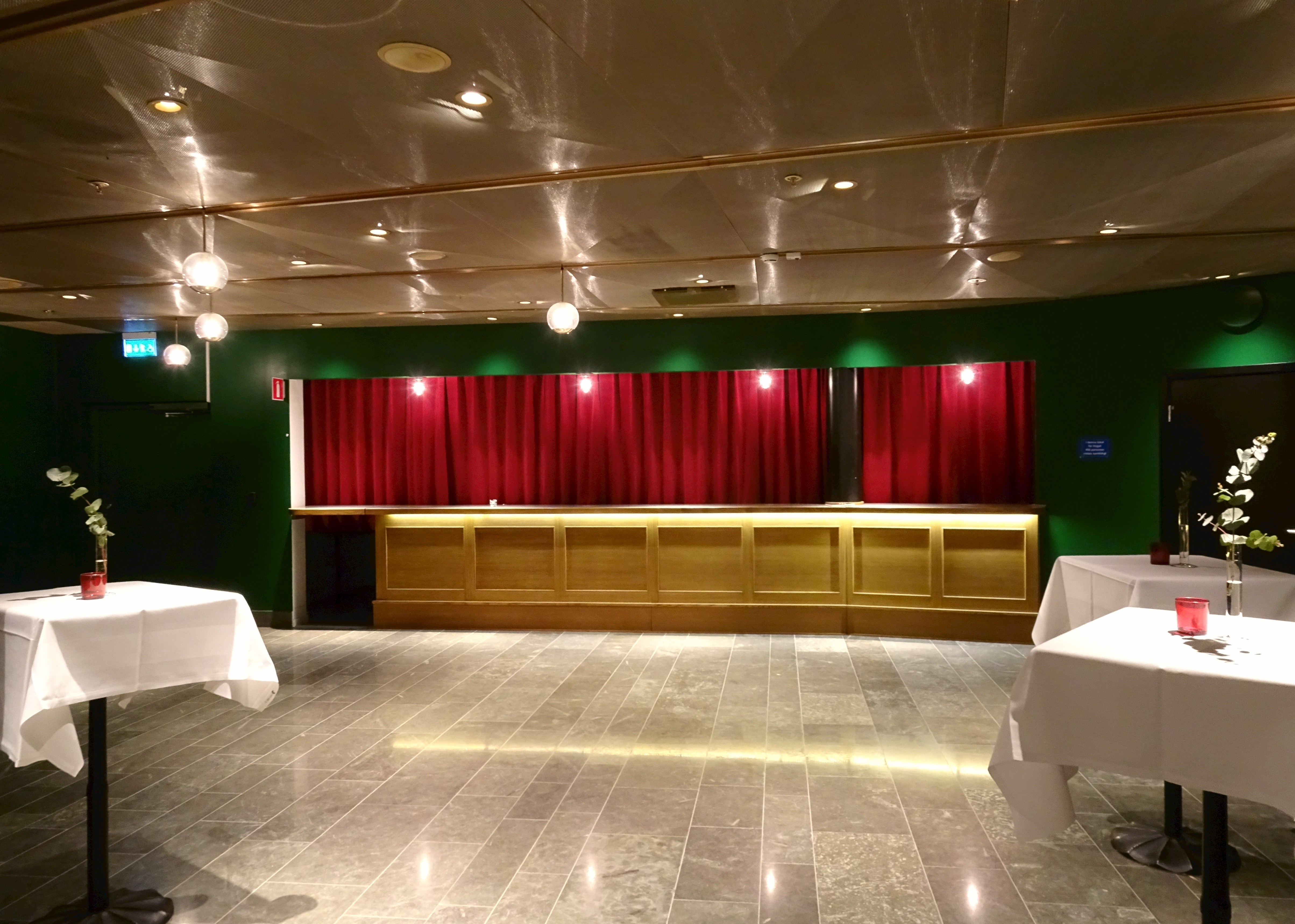
Garderob
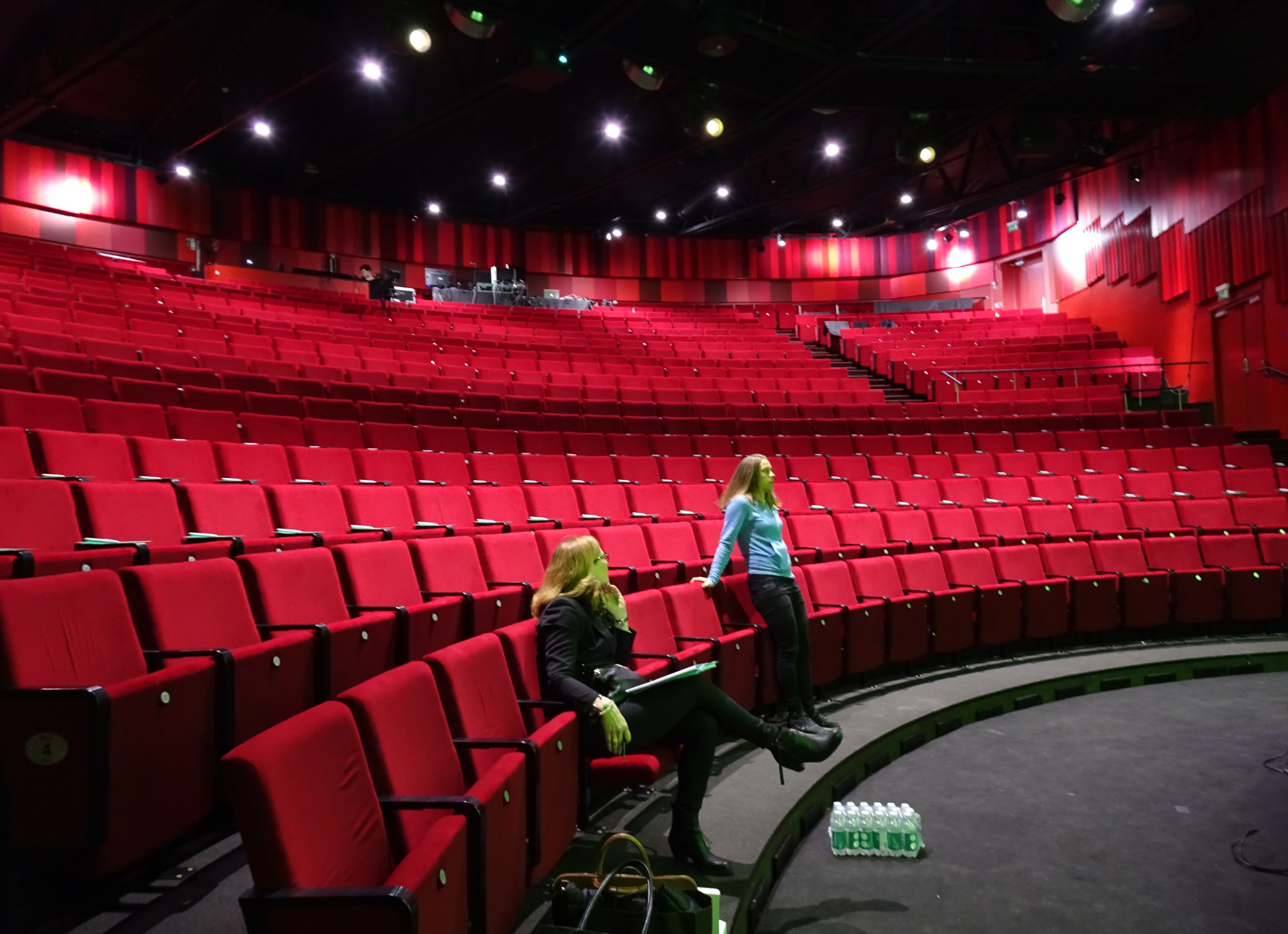
Salongen

## Teater

### Uppsättningar
| År   | Produktion                                   | Upphovsmän                                                                      | Regi             | Noter |
| ---- | -------------------------------------------- | ------------------------------------------------------------------------------- | ---------------- | --- |
| 1944 | Wallyrevyn                                   |                                                                                 | Leif Amble-Naess | Premiär 26 maj 1944 Rosita Serrano, Claire Feldern, Katie Rolfsen, Annalisa Ericson, Rachel Rastenni, Lillian Helle-Broe, May Sandart, Nils Poppe, Carl Reinholdz, Börge Krüger, Lars Kåge, Gustav Wally Koreografi George Gé, Scenografi Gunnar Tandberg |
| 1993 | Parneviks Cirkusparty, revy                  | Bosse Parnevik                                                                  | Anders Albien    | |
| 1994 | I hetaste laget Sugar                        | Peter Stone, Jule Styne och Bob Merrill                                         | Bo Hermansson    | |
| 1998 | Kristina från Duvemåla                       | Björn och Benny                                                                 | Lars Rudolfsson  | Urpremiären ägde rum på Malmö musikteater, och i huvudrollerna syntes bland andra Helen Sjöholm (Kristina), Anders Ekborg (Karl Oskar), Åsa Bergh (Ulrika) och Peter Jöback (Robert). Föreställningen flyttades senare till Göteborgsoperan (1996) och därefter Cirkus i Stockholm (1998). |
| 2002 | Chess - på svenska                           | Björn och Benny                                                                 | Lars Rudolfsson  | Premiär 23 februari 2002. Svensk text av Lars Rudolfsson, Björn Ulvaeus och Jan Mark. |
| 2004 | Hur tänker hon? The Male Intellect           | Robert Dubac                                                                    | Tomas Alfredson  | Johan Rheborg |
| 2007 | Rivierans Guldgossar Dirty Rotten Scoundrels | David Yazbek och Jeffrey Lane                                                   | Bo Hermansson    | Loa Falkman, Robert Gustafsson, Suzanne Reuter |
| 2008 | UgglaRheborgUlveson, revy                    | Hans Marklund                                                                   | Hans Marklund    | Magnus Uggla, Johan Rheborg, Johan Ulveson |
| 2009 | Cats                                         | Andrew Lloyd Webber                                                             | Hans Berndtsson  | Premiär 3 september 2009 Peter Harryson, Ann-Louise Hanson, Rennie Mirro, Fred Johanson, Niklas Andersson, Per Myrberg, Malena Tuvung, Lisette Pagler, Karolina Krigsman m.fl. Dirigent Bjorn Dobbelaere, Koreografi Gunilla Olsson Karlsson, Scenografi Mikael Varhelyi |
| 2013 | Spök                                         | Björn Skifs , Bengt Palmers och Bo Carlgren                                     | Pernilla Skifs   | Premiär 13 september 2013 Måns Zelmerlöw, Loa Falkman, Lena Philipsson, Sussie Eriksson, Marit Eriksson, Liza Sandberg, Ulrika Ånäs Koreografi Roine Söderlundh och Pernilla Skifs, Scenografi Bengt Fröderberg |
| 2014 | Livet är en schlager                         | Jonas Gardell och Fredrik Kempe                                                 | Jonas Gardell    | Premiär 11 september 2014 Helen Sjöholm, Peter Jöback, Johan Glans, Katarina Ewerlöf, Jonas Helgesson, Måns Möller, Mats Bergman, Frida Westerdahl |
| 2015 | Kristina från Duvemåla                       | Benny Andersson, Björn Ulvaeus, Lars Rudolfsson och Jan Mark                    | Lars Rudolfsson  | Premiär 12 september 2015 Maria Ylipää, Robert Noack, Oskar Nilsson, Birthe Wingren, Johan Hwatz, Ingalill Wagelin, Ole Forsberg |
| 2016 | American Idiot                               | Billie Joe Armstrong och Michael Mayer Översättning Erik Fägerborn              | Philip Zandén    | Premiär 20 februari 2016 Victor Norén, Alexander Lycke, Petter Snive, Nina Knutsson, Frida Modén Treichl, Zandro Santiago, Kitty Chan, Simon Laufer, John Patrik Riber, Emmie Asplund |
| 2016 | 30 år tillsammans                            | Jonas Gardell                                                                   |                  | Premiär 14 april 2016 Jonas Gardell |
| 2016 | The Phantom of the Opera                     | Andrew Lloyd Webber, Charles Hart och Richard Stilgoe Översättning Lars Sjöberg | Harold Prince    | Premiär 14 september 2016 Peter Jöback, Emmi Christensson, Anton Zetterholm, Rolf Lydahl, Sindre Postholm, Karolina Andersson |
| 2018 | Macken, TV-serien på scen                    | Claes Eriksson                                                                  | Claes Eriksson   | Premiär 11 april 2018 Anders Eriksson, Jan Rippe, Knut Agnred, Claes Eriksson, Per Fritzell, Charlott Strandberg Gästspel från Lorensbergsteatern |
| 2019 | Queen of fucking everything                  | Jonas Gardell                                                                   | Jonas Gardell    | Premiär 24 januari 2019 Jonas Gardell, Ulrik Munther, Jessica Heribertsson, Johanna J:son Lindh, Joanna Perera, Victoria Cedergren |
| 2019 | Häxorna i Eastwick The Witches of Eastwick   | John Dempsey och Dana P. Rowe Översättning Edward af Sillén och Daniel Réhn     | Rachel Kavanaugh | Premiär 19 september 2019 Peter Jöback, Linda Olsson, Kayo, Vanna Rosenberg, Sussie Eriksson, Jan Mybrand, Hanna Ulvan, Martin Redhe Nord, Jan Mybrand, Kitty Chan, Karin Funk, May Schjørlien, Jenny Holmgren, Cecilia Wrangel, Sofia Jung, Lovisa Lindberg Lekfalk, Ulrika Ånäs, Emma Kumlien, Rachael Ireson, Denny Lekström, Isak Bendelin, James Lund, Nils Sundberg, Emil Schillén, Hjalmar Freij, Carl Martin Prebensen, Max Jansson, Emilia Brown, Stefan Johansson Koreografi Andrew Wright, Scenografi och kostym Colin Richmond, Ljus Tim Lutkin, Kapellmästare Julian Bigg |
| 2020 | Pernilla Wahlgren har Hybris                 | Edward af Sillén, Daniel Réhn, Calle Norlén, ensemblen och Manusfamiljen        | Edward af Sillén | Premiär 23 januari 2020 Pernilla Wahlgren, Hanna Hedlund, Ola Forssmed, Måns Nathanaelson, Kim Sulocki Scenografi Marcus Englesson, Ljusdesigner Per Hörding, Koreografi Per-Magnus Andersson, Kompositör Mathias Venge, Kostym Peter Englund |
| 2024 | Tomten är far till alla barnen               | Monica Rolfner, Rikard Bergqvist och Mathias Venge                              | Rikard Bergqvist | Premiär 15 november 2024 Liv Mjönes, Linus Wahlgren, Fredrik Hallgren, Eva Röse, Julia Dufvenius, Inez Dahl Torhaug, Magnus Betnér, Jakob Setterberg, Maia Hansson Bergqvist, Clara Henry, Anton Lundqvist, Alva Krönmark, Bianca Lynxén, Eric Wiking, Henry Dymmel, Iris Engström, Minna Etzler, Melker Pernfors Serngard, Einar Alvarado Lönberg, Elora Schaaf, Heidi Blanck, Jacob Westin Koreografi Per-Magnus Andersson, Scenografi Mats Sahlström, Kostym Jonna Bergelin |